# Psalm 33
Psalm 33 is een psalm uit het boek Psalmen in de Hebreeuwse Bijbel (in de Griekse Septuagint en in de Latijnse Vulgaat Psalm 32) en een psalm van David.
Volgens Jan Ridderbos is de psalm voor het grootste deel een hymne, maar gaat de psalm aan het eind over in een belijdenis, gevolgd door een gebed, waardoor de psalm het karakter krijgt van een bidpsalm. In verband met het noemen van de 'de koning' denkt Jan Ridderbos dat de psalm uit de pre-exilische tijd dateert (d.w.z. voor de Babylonische ballingschap). In een groot aantal verzen van deze psalm wordt tweemaal hetzelfde gezegd, waarbij de tweede keer andere woorden worden gebruikt, om hetzelfde te zeggen.

## Interpretatie

### Vers 1-3
De inleiding van de psalm bestaat uit een oproep voor en over JHWH een 'nieuw lied' te zingen. Er worden maar liefst vijf opdrachten gegeven: 'zing vrolijk', 'loof', 'zing psalmen', 'zing een nieuw lied' en 'speel welluidend'. Het nieuwe van dit lied moet niet gezocht worden in nieuwe feitelijke informatie, maar in de bekende daden van JHWH uit de geschiedenis, die (opnieuw) bezongen mogen worden.

### Vers 4-9
In de verzen die volgen op de oproep om te zingen, worden redenen gegeven voor dit zingen. In de verzen 4 tot en met 9 staat Gods Woord en zijn werk centraal. Gods woord is niet krom en onbetrouwbaar, maar recht en betrouwbaar. Op JHWH kun je aan want Hij is rechtvaardig en goedertieren (liefde en trouw). Door een enkel woord schiep JHWH de hemelen (in het Hebreeuws staat er een meervoud, dat de grootsheid aanduidt) en de aarde. Het laat zien hoe machtig Hij is. En in poëtische taal klinkt hoe JHWH de baas is over het water en het water bijeenbrengt. Heel de aarde wordt opgeroepen om JHWH te vrezen. In de voor het Oude Testament zo typerende uitdrukking de ‘vreze des HEEREN’ zit enerzijds het element van ontzag en eerbied voor de heilige God, maar vooral draagt zij het kenmerk van een aan God toegewijde levenshouding. De ''vreze des Heeren'' of ''ontzag voor de HEER'' duidt dan ook niet op pure angst. Het vrezen van JHWH is een vrees die van de Heilige Geest komt en samengaat met blijdschap. Het is geen pure angst, want ‘de volmaakte liefde drijft de vrees uit’ (1 Johannes 4:18). De vrees voor JHWH staat ook niet in tegenstelling met het 'vrolijk zingen' uit het eerste vers, want in Psalm 2 staat: “Dien de HEERE met vreze, en verheugt u met beving” (HSV).

## Muziek
Psalm 33 is meermaals in het Nederlands berijmd op de melodieën van het Geneefse Psalter (berijming van 1773, berijming van 1967, De Nieuwe Psalmberijming). Marcel Koning en Luca Genta hebben voor de Nederlandse christelijke band Sela een deel van Psalm 33 en 130 - in de vertaling van de Nieuwe Bijbelvertaling - op melodie gezet. Het lied heet 'Verwachten'.
1 · 2 · 3 · 4 · 5 · 6 · 7 · 8 · 9 · 10 · 11 · 12 · 13 · 14 · 15 · 16 · 17 · 18 · 19 · 20 · 21 · 22 · 23 · 24 · 25 · 26 · 27 · 28 · 29 · 30 · 31 · 32 · 33 · 34 · 35 · 36 · 37 · 38 · 39 · 40 · 41 · 42 · 43 · 44 · 45 · 46 · 47 · 48 · 49 · 50 · 51 · 52 · 53 · 54 · 55 · 56 · 57 · 58 · 59 · 60 · 61 · 62 · 63 · 64 · 65 · 66 · 67 · 68 · 69 · 70 · 71 · 72 · 73 · 74 · 75 · 76 · 77 · 78 · 79 · 80 · 81 · 82 · 83 · 84 · 85 · 86 · 87 · 88 · 89 · 90 · 91 · 92 · 93 · 94 · 95 · 96 · 97 · 98 · 99 · 100 · 101 · 102 · 103 · 104 · 105 · 106 · 107 · 108 · 109 · 110 · 111 · 112 · 113 · 114 · 115 · 116 · 117 · 118 · 119 · 120 · 121 · 122 · 123 · 124 · 125 · 126 · 127 · 128 · 129 · 130 · 131 · 132 · 133 · 134 · 135 · 136 · 137 · 138 · 139 · 140 · 141 · 142 · 143 · 144 · 145 · 146 · 147 · 148 · 149 · 150 · 151